# 錦織久隆
錦織久隆（にしごり ひさたか、文政3年（1820年9月8日 -  明治15年(1882年)）は、江戸時代後期から明治時代にかけての公卿。
安政5年（1858年）、日米修好通商条約締結に反対し、廷臣八十八卿列参事件に参加した。

## 官歴
- 文政12年（1829年）：従五位上
- 天保4年（1833年）：正五位下
- 天保7年（1833年）：肥後権介
- 天保8年（1834年）：従四位下
- 天保12年（1838年）：従四位上
- 天保13年（1839年）：中務権大輔
- 弘化2年（1844年）：中務大輔、正四位下
- 安政5年（1858年）：従三位
- 元治元年（1864年）：正三位
- 慶應3年（1867年）：刑部卿

## 系譜
- 父：錦織久雄
- 母：下藪公師の娘
- 子：錦織教久
- 子：土御門晴榮